# Evaristo Beccalossi
Evaristo Beccalossi (Brescia, 1956. május 12. –) olasz labdarúgó-középpályás.

## Pályafutása
1972–1978 között a Brescia Calcio, 1978–1984 között az Internazionale, 1984–85-ben a Sampdoria, 1985–86-ban a Monza, 1986–1988 között a Brescia, 1988–89-ben a Barletta.

## Sikerei, díjai
Internazionale
- Olasz bajnokság (Serie A)
  - bajnok: 1979–80
- Olasz kupa (Coppa Italia)
  - győztes: 1982

 Sampdoria
- Olasz kupa (Coppa Italia)
  - győztes: 1985